# Joanna Ostaszewska

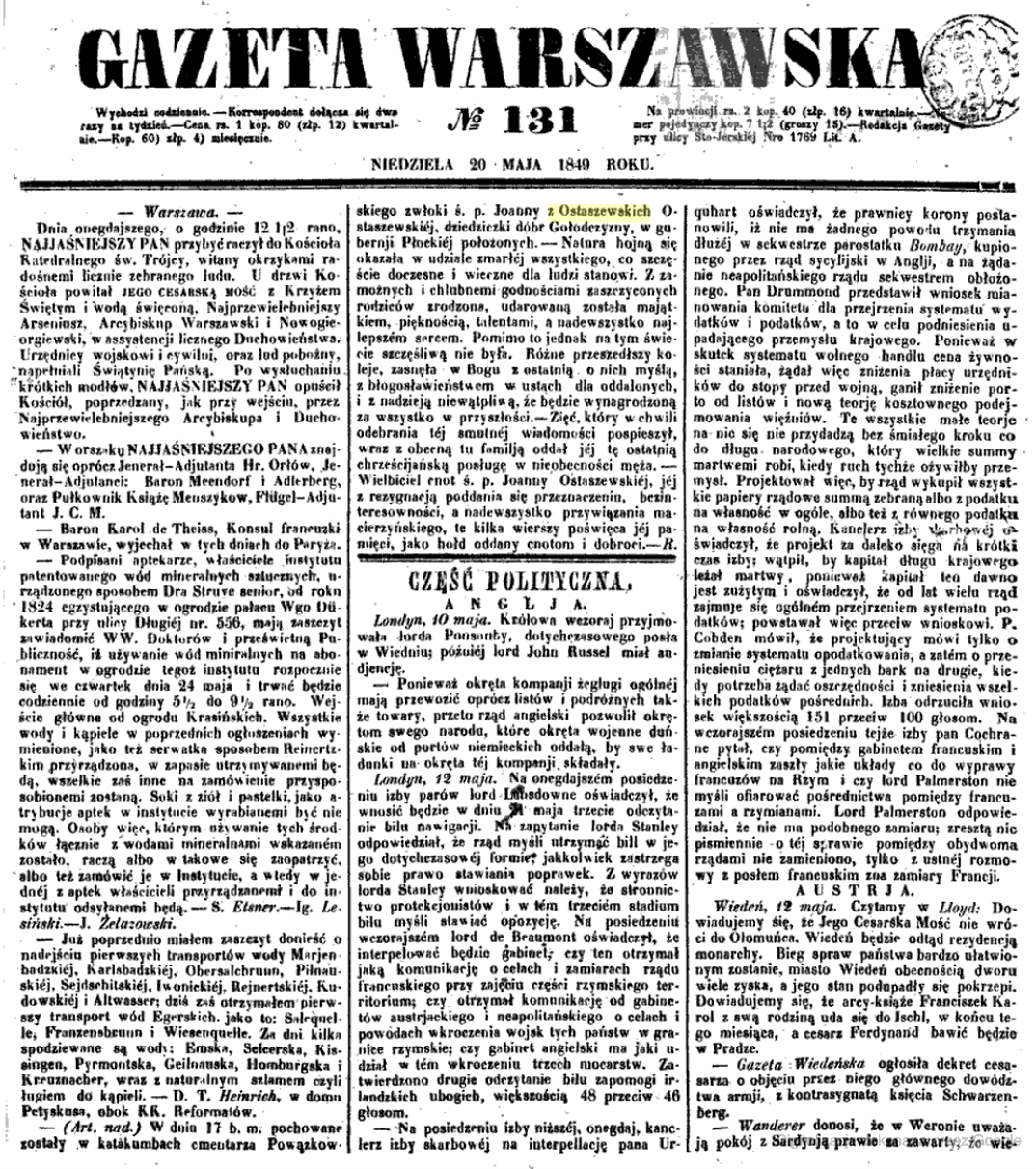
Gazeta Warszawska 20 V 1849

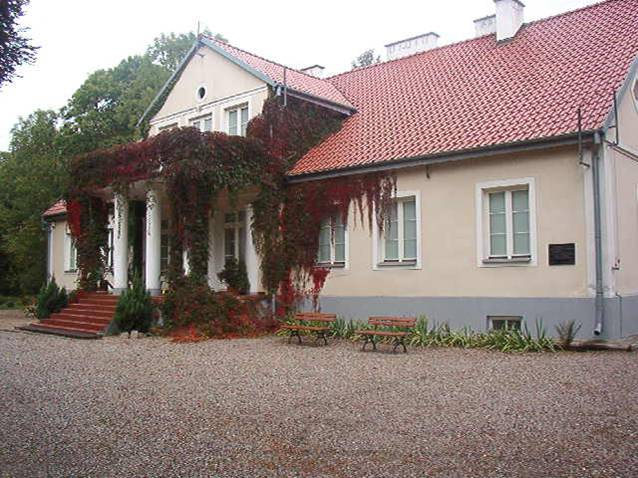
Dworek w Gołotczyźnie

Joanna Ostaszewska (ur. 21 września 1807 w Nowym Brzozowie, zm. 14 maja 1849 w Warszawie) – polska szlachcianka, właścicielka dóbr Gołotczyzna i innych w pow. ciechanowskim, żona właściciela ziemskiego Józefa Władysława Ostaszewskiego.

## Życiorys
Urodziła się w szlacheckiej rodzinie Ostaszewskich herbu Ostoja jako córka Tomasza Ostaszewskiego i Karoliny z Dębskich. Jej ojciec, posiadacz dóbr Brzozowo Nowe, sędzia w trybunale cywilnym pierwszej instancji departamentu płockiego, a następnie sędzia Sądu Najwyższej Instancji, wpisał ją do akt stanu cywilnego z imionami: Napoleona Joanna Elżbieta.
18 maja 1823 wyszła za mąż za 28-letniego Józefa Władysława Ostaszewskiego, właściciela dóbr Gołotczyzna, syna chorążego przasnyskiego Jana Ostaszewskiego; ślub odbył się w Warszawie.
Zmarła 14 maja 1849 w Warszawie i pochowana została 17 maja w katakumbach cmentarza Powązkowskiego.
“Gazeta Warszawska” zamieściła o niej na pierwszej stronie obszerne wspomnienie pośmiertne.